# Nati il 29 settembre
| Questa pagina contiene informazioni ricavate automaticamente dalle voci biografiche con l'ausilio del template Bio e di un bot. L'aggiornamento è periodico e automatico e ricostruisce completamente la pagina. Se manca una persona in questa lista, sei pregato di non aggiungerla, ma accertati piuttosto che la sua voce biografica contenga il template Bio e che i dati anagrafici siano correttamente compilati. Se il template Bio manca, inseriscilo tu stesso o, in alternativa, metti l'avviso {{tmp\|Bio}} che ne segnala la mancanza. Se i dati riportati sono sbagliati, correggi direttamente la voce biografica; le modifiche saranno visibili in questa lista entro pochi giorni. Per chiarimenti vedi il progetto biografie. La lista contiene solo le 1.275 persone che sono citate nell'enciclopedia e per le quali è stato implementato correttamente il template Bio. Pagina aggiornata al 17 ago 2025. |

## II secolo a.C.(1)
- 106 a.C. - Gneo Pompeo Magno, generale e politico romano († 48 a.C.)

## V secolo(1)
- 440 - Pamprepio, filosofo e poeta bizantino († 484)

## IX secolo(1)
- 845 - Al-Mundhir ibn Muhammad I, emiro († 888)

## XIII secolo(4)
- 1227 - Gertrude di Altenberg, badessa tedesca († 1297)
- 1240 - Margherita d'Inghilterra, regina († 1275)
- 1276 - Cristoforo II di Danimarca, re († 1332)
- 1296 - Giacomo d'Aragona, principe († 1334)

## XIV secolo(5)
- 1305 - Enrico XIV di Baviera, nobile tedesco († 1339)
- 1325 - Francesco I da Carrara, politico e condottiero italiano († 1393)
- 1328 - Giovanna di Kent, principessa gallese († 1385)
- 1373 - Margherita di Boemia († 1410)
- 1390 - Giovanni Benci, politico e banchiere italiano († 1455)

## XV secolo(4)
- 1402 - Ferdinando d'Aviz, principe portoghese († 1443)
- 1460 - Louis de la Trémoille, generale francese († 1525)
- 1463 - Luigi I di Löwenstein, conte († 1523)
- 1492 - Leonardo Tornabuoni, vescovo cattolico italiano († 1540)

## XVI secolo(12)
- 1538 - Giovanni II della Frisia orientale, conte († 1591)
- 1543 - Giovanni di Cosimo I de' Medici, cardinale italiano († 1562)
- 1544 - Romolo del Tadda, scultore italiano († 1621)
- 1547 - Miguel de Cervantes, scrittore, poeta e drammaturgo spagnolo († 1616)
- 1548 - Guglielmo V di Baviera, duca († 1626)
- 1571 - Caravaggio, pittore italiano († 1610)
- 1574 - Ludovic Stewart, II duca di Lennox, nobile e politico scozzese († 1624)
- 1577 - Michel Le Nobletz, religioso e missionario francese († 1652)
- 1583 - Giovanni VIII di Nassau-Siegen, nobile e militare tedesco († 1638)
- 1591 - Michele dei Santi, religioso spagnolo († 1625)
- 1596 - Giovanna di Monaco, principessa monegasca († 1620)
- 1596 - Arcangela Paladini, pittrice, cantante e poetessa italiana († 1622)

## XVII secolo(29)
- 1602 - Algernon Percy, X conte di Northumberland, militare inglese († 1668)
- 1607 - Domenico Colese, brigante italiano († 1648)
- 1608 - Cesare Facchinetti, cardinale e arcivescovo cattolico italiano († 1683)
- 1617 - Lothar Friedrich von Metternich-Burscheid, arcivescovo cattolico tedesco († 1675)
- 1620 - Johann Ludwig von Elderen, vescovo cattolico tedesco († 1694)
- 1631 - Johann Heinrich Roos, pittore tedesco († 1685)
- 1632 - Giorgio III d'Assia-Itter, nobile († 1676)
- 1632 - Pietro Antonio Fiocco, compositore italiano († 1714)
- 1634 - Giuseppe Zanatta, pittore italiano († 1720)
- 1636 - Thomas Tenison, arcivescovo anglicano britannico († 1715)
- 1639 - William Russell, politico inglese († 1683)
- 1640 - Antoine Coysevox, scultore francese († 1720)
- 1647 - Michele Bologna, arcivescovo cattolico italiano († 1731)
- 1648 - Michelangelo Garove, architetto, ingegnere e urbanista italiano († 1713)
- 1650 - Michelangelo Veraldi, vescovo cattolico italiano († 1702)
- 1655 - Giovanni Ferdinando di Auersperg, nobile austriaco († 1705)
- 1657 - Enrico di Sassonia-Weissenfels-Barby, nobile tedesco († 1728)
- 1674 - Jacques-Martin Hotteterre, flautista, compositore e fagottista francese († 1763)
- 1676 - Sébastien Leclerc II, pittore e disegnatore francese († 1763)
- 1678 - Peter Lacy, generale irlandese († 1751)
- 1678 - Adrien Maurice de Noailles, militare e diplomatico francese († 1766)
- 1679 - Konstantin von Buttlar, abate tedesco († 1726)
- 1680 - Luisa Dorotea di Prussia, principessa prussiana († 1705)
- 1683 - Sebastiano Nicola Buonaparte, politico italiano
- 1686 - Lucia Cremonini, italiana († 1710)
- 1691 - Richard Challoner, vescovo cattolico, scrittore e insegnante inglese († 1781)
- 1693 - Giovanni Antonio Rubbi, religioso italiano († 1785)
- 1699 - Charles Calvert, V barone Baltimore, nobile e politico irlandese († 1751)
- 1700 - Carolina di Erbach-Fürstenau, sovrana tedesca († 1758)

## XVIII secolo(39)
- 1703 - François Boucher, pittore francese († 1770)
- 1704 - Johann Friedrich Cartheuser, medico e naturalista tedesco († 1777)
- 1710 - Pompilio Maria Pirrotti, religioso italiano († 1766)
- 1725 - Robert Clive, generale e politico inglese († 1774)
- 1728 - Charles Cadogan, I conte Cadogan, nobile e politico inglese († 1807)
- 1732 - Samuel Musgrave, filologo classico e medico inglese († 1780)
- 1737 - Michael Underwood, medico britannico († 1820)
- 1743 - Antonio Cagnoli, astronomo, matematico e diplomatico italiano († 1816)
- 1743 - Michele Lenti, pittore italiano († 1831)
- 1745 - Jean-Baptiste Pussin, medico e infermiere francese († 1811)
- 1746 - Ernst Ludwig Gerber, compositore e organista tedesco († 1819)
- 1747 - Józef Wybicki, patriota, politico e poeta polacco († 1822)
- 1754 - Giuseppe Antonio Maria Michele Mainoni, generale italiano († 1807)
- 1757 - Thomas Pakenham, ammiraglio irlandese († 1836)
- 1758 - Horatio Nelson, ammiraglio britannico († 1805)
- 1765 - Karl Ludwig Harding, astronomo tedesco († 1834)
- 1766 - Carlotta, principessa reale, regina († 1828)
- 1766 - Jean-Marthe-Adrien L'Hermite, ammiraglio francese († 1826)
- 1771 - Charles Dupaty, scultore francese
- 1771 - Michał Piwnicki, vescovo cattolico polacco († 1845)
- 1775 - Herbert Taylor, ufficiale inglese († 1839)
- 1776 - Michele Lamparelli, medico italiano († 1857)
- 1778 - Catherine McAuley, religiosa irlandese († 1841)
- 1779 - Fredrik Meltzer, imprenditore e politico norvegese († 1855)
- 1780 - Antonio Mazzarosa, politico italiano († 1861)
- 1781 - Hercules Pakenham, generale irlandese († 1850)
- 1782 - Windham Quin, II conte di Dunraven e Mount-Earl, nobile irlandese († 1850)
- 1783 - Johann Amadeus Wendt, filosofo, compositore e teorico della musica tedesco († 1836)
- 1784 - Girolamo Luxardo, imprenditore e diplomatico italiano († 1865)
- 1786 - Guadalupe Victoria, politico e generale messicano († 1843)
- 1786 - Joachim von Münch-Bellinghausen, diplomatico austriaco († 1866)
- 1789 - Peter Joseph Lenné, architetto del paesaggio tedesco († 1866)
- 1792 - Carel Hendrik Bartels, mercante, imprenditore e giudice ghanese († 1850)
- 1792 - Johann Bordolo von Boreo, militare austriaco († 1857)
- 1792 - Johann Nepomuk Hautle, politico e agricoltore svizzero († 1860)
- 1793 - Michele Ridolfi, pittore e critico d'arte italiano († 1854)
- 1795 - José Miguel de Velasco, politico boliviano († 1859)
- 1798 - Michele Viale-Prelà, cardinale e arcivescovo cattolico francese († 1860)
- 1800 - Pietro Martini, storico, bibliotecario e politico italiano († 1866)

## XIX secolo(168)
- 1801 - Michele Ferrucci, latinista e epigrafista italiano († 1881)
- 1803 - Mercator Cooper, navigatore statunitense († 1872)
- 1803 - Jacques Charles François Sturm, matematico francese († 1855)
- 1804 - Giovanni Carnovali, pittore italiano († 1873)
- 1806 - Emidio Cappelli, letterato, poeta e politico italiano († 1868)
- 1807 - Miguel Barbachano, politico messicano († 1859)
- 1807 - Giovanni Martinengo di Villagana, politico italiano († 1867)
- 1809 - Miguel García Granados Zavala, politico guatemalteco († 1878)
- 1810 - Elizabeth Gaskell, scrittrice britannica († 1865)
- 1812 - Enrico Bindi, arcivescovo e letterato italiano († 1876)
- 1812 - Eudoxiu de Hurmuzachi, politico e storico romeno († 1874)
- 1812 - Archibald Montgomerie, XIII conte di Eglinton, nobile e politico scozzese († 1861)
- 1813 - Filippo Andrea V Doria Pamphili, nobile e politico italiano († 1876)
- 1813 - Frederick Henry Ambrose Scrivener, biblista britannico († 1891)
- 1814 - Rasoherina, regina malgascia († 1868)
- 1815 - Andreas Achenbach, pittore tedesco († 1910)
- 1816 - Paul Féval padre, scrittore francese († 1887)
- 1816 - Nicola Nisco, patriota, economista e politico italiano († 1901)
- 1817 - Antoine-Émile Plassan, pittore francese († 1903)
- 1819 - Basilio Leto, vescovo cattolico italiano († 1896)
- 1820 - Enrico di Borbone-Francia, re francese († 1883)
- 1820 - David Chiossone, letterato, drammaturgo e medico italiano († 1873)
- 1820 - Tommaso Masaracchio, rivoluzionario italiano († 1900)
- 1820 - Ivan Egorovič Zabelin, archeologo e storico russo († 1908)
- 1822 - Giovanni Maria Cornoldi, gesuita e giornalista italiano († 1892)
- 1824 - Elena Casati, attivista italiana († 1882)
- 1827 - Luigi Castellazzo, patriota, politico e scrittore italiano († 1890)
- 1827 - Erminia di Waldeck e Pyrmont, principessa tedesca († 1910)
- 1828 - Lucie Blachet, fotografa olandese († 1907)
- 1828 - Henrich Melzer von Bärenheim, militare austriaco
- 1829 - Annibale Brandolini, militare, patriota e politico italiano († 1901)
- 1829 - Giles Alexander Smith, generale statunitense († 1876)
- 1830 - Giacomo Armò, politico e magistrato italiano († 1909)
- 1831 - Fran Levstik, scrittore sloveno († 1887)
- 1831 - John Schofield, generale statunitense († 1906)
- 1832 - Louis de Wecker, oculista francese († 1906)
- 1832 - Miguel Miramón, generale e politico messicano († 1867)
- 1833 - Giacomo Ceconi, imprenditore italiano († 1910)
- 1833 - Henri Chapu, scultore e medaglista francese († 1891)
- 1836 - Giacomo Balestra, politico italiano († 1915)
- 1837 - Michał Bałucki, poeta e commediografo polacco († 1901)
- 1838 - Henry Hobson Richardson, architetto statunitense († 1886)
- 1839 - Luigi Canzi, politico, imprenditore e patriota italiano († 1922)
- 1841 - Enrico Bevignani, direttore d'orchestra, compositore e impresario teatrale italiano († 1903)
- 1841 - Gerard Adriaan Heineken, imprenditore olandese († 1893)
- 1842 - Michele Bertetti, avvocato e politico italiano († 1929)
- 1843 - Michail Dmitrievič Skobelev, generale russo († 1882)
- 1844 - Miguel Juárez Celman, politico e avvocato argentino († 1909)
- 1844 - Filippo Masci, filosofo e politico italiano († 1922)
- 1844 - Giachen Caspar Muoth, scrittore e poeta svizzero († 1906)
- 1847 - Gabriel Ferrier, pittore francese († 1914)
- 1847 - Mary Louise McLaughlin, ceramista statunitense († 1939)
- 1848 - Kamal-ol-Molk, pittore iraniano († 1940)
- 1848 - Caroline Yale, inventrice e educatrice statunitense († 1933)
- 1849 - Jakov Aleksandrovič Novikov, sociologo russo († 1912)
- 1849 - Frederick Schwatka, scrittore e militare statunitense († 1892)
- 1850 - Étienne-Louis Arthur Fallot, medico francese († 1911)
- 1851 - Auguste Hohenschild, contralto e insegnante tedesca († 1938)
- 1853 - Thyra di Danimarca, principessa danese († 1933)
- 1853 - Henri Goelzer, filologo classico francese († 1929)
- 1853 - Primo Lagasi, notaio e politico italiano († 1936)
- 1854 - Anatole von Hügel, antropologo e scrittore austriaco († 1928)
- 1855 - Paul Émile Appell, matematico francese († 1930)
- 1855 - Michele Esposito, pianista, direttore d'orchestra e compositore italiano († 1929)
- 1855 - Michel Gondinet, dirigente sportivo e scrittore francese († 1936)
- 1857 - Giuseppe Mentessi, pittore italiano († 1931)
- 1857 - Giuseppe Mya, pediatra italiano († 1911)
- 1858 - Leopoldo Mugnone, direttore d'orchestra italiano († 1941)
- 1858 - Igino Benvenuto Supino, storico dell'arte e pittore italiano († 1940)
- 1859 - Alfred von Böckmann, generale tedesco († 1921)
- 1859 - Giuseppe Gradenigo, medico italiano († 1926)
- 1859 - Vittorio Mariani, architetto e urbanista italiano († 1946)
- 1859 - Giacomo Merculiano, scultore, medaglista e illustratore italiano († 1935)
- 1860 - Adolfo Avena, ingegnere e architetto italiano († 1937)
- 1860 - James Neill, attore e regista statunitense († 1931)
- 1861 - Friedrich von Waldburg-Wolfegg-Waldsee, presbitero e nobile tedesco († 1895)
- 1863 - Hugo Haase, politico e giurista tedesco († 1919)
- 1864 - Lamberto Cesarini Sforza, letterato italiano († 1941)
- 1864 - Alexandra Kitchin, modella inglese († 1925)
- 1864 - Michele Rosi, storico italiano († 1934)
- 1864 - Miguel de Unamuno, poeta, filosofo e scrittore spagnolo († 1936)
- 1866 - Erich Adickes, filosofo tedesco († 1928)
- 1866 - Per Hallström, letterato svedese († 1960)
- 1866 - Mychajlo Serhijovyč Hruševs'kyj, politico, storico e rivoluzionario ucraino († 1934)
- 1867 - Achille Menotti Luppi, politico italiano († 1946)
- 1867 - Walther Rathenau, politico e imprenditore tedesco († 1922)
- 1869 - Bertram Armytage, militare e esploratore australiano († 1910)
- 1869 - Bamba Duleep Singh, principessa († 1957)
- 1869 - Ferdinando Lori, ingegnere italiano († 1947)
- 1869 - Remigio Pagnotta, politico e faccendiere italiano († 1940)
- 1869 - Harald Sohlberg, pittore norvegese († 1935)
- 1872 - Valentino Bobbio, militare e politico italiano († 1940)
- 1872 - Giovanni Malfitano, chimico, microbiologo e filosofo italiano († 1941)
- 1874 - Michael Hodges, ammiraglio britannico († 1951)
- 1875 - Alphonzo Bell, imprenditore e tennista statunitense († 1947)
- 1875 - Henrik Lund, pastore protestante, pittore e paroliere groenlandese († 1948)
- 1875 - Alexandre Maspoli, sollevatore, lunghista e scultore francese († 1943)
- 1876 - Gaetano Scorza, matematico e politico italiano († 1939)
- 1876 - Pietro Speciale, schermidore italiano († 1945)
- 1877 - Florent du Bois de La Villerabel, arcivescovo cattolico francese († 1951)
- 1878 - Giosuè Giuppone, pistard, pilota motociclistico e pilota automobilistico italiano († 1910)
- 1879 - Marius Jacob, anarchico francese († 1954)
- 1879 - Joaquín Nin, compositore, musicologo e pedagogo cubano († 1949)
- 1879 - Erminio Santiello, dirigente sportivo italiano († 1945)
- 1879 - Arthur Sundbye, ginnasta e multiplista statunitense († 1949)
- 1879 - Armand de Gramont, nobile e scienziato francese († 1962)
- 1880 - Massimo Boario, compositore e direttore di banda italiano († 1956)
- 1880 - Ashley Campbell, tennista australiano († 1943)
- 1880 - Liberato Pinto, politico portoghese († 1949)
- 1881 - Behiye Sultan, principessa ottomana († 1948)
- 1881 - Alexander Kanoldt, pittore tedesco († 1939)
- 1881 - Ludwig von Mises, economista austriaco († 1973)
- 1881 - Giuseppe Silicani, militare italiano († 1917)
- 1881 - Luigi Suali, indologo, filologo e glottologo italiano († 1957)
- 1881 - Luigi Valchera, politico italiano († 1946)
- 1882 - Alessandra di Hannover, nobile († 1963)
- 1882 - Georg Kinsky, musicologo tedesco († 1951)
- 1882 - Marcel Lequatre, ciclista su strada e pistard svizzero († 1960)
- 1882 - André Pottier, ciclista su strada francese († 1976)
- 1882 - Franz Scheu, calciatore austriaco († 1954)
- 1883 - Manlio Mora, militare italiano († 1973)
- 1884 - Wilhelm Bendow, attore tedesco († 1950)
- 1884 - Decio Raggi, militare italiano († 1915)
- 1884 - Cristoforo Arduino Terzi, vescovo cattolico italiano († 1971)
- 1885 - Guido Nincheri, pittore, decoratore e architetto italiano († 1973)
- 1886 - Ernst Baumgarten, compositore di scacchi tedesco († 1976)
- 1886 - Arturo Checchi, pittore italiano († 1971)
- 1886 - Eugène Pollet, ginnasta francese († 1967)
- 1887 - Ferenc Holubán, lottatore e sollevatore ungherese († 1945)
- 1887 - Duncan Mackinnon, canottiere britannico († 1917)
- 1888 - Fritz Kahn, divulgatore scientifico e saggista tedesco († 1968)
- 1889 - Edmund Bieri, calciatore svizzero († 1972)
- 1889 - Harry Bannister, attore statunitense († 1961)
- 1889 - Matilde Hidalgo, medico, poetessa e attivista ecuadoriana († 1974)
- 1889 - Felice Trizio, militare italiano († 1940)
- 1890 - Alois Eliáš, generale e politico cecoslovacco († 1942)
- 1890 - Ahmad Kasravi, scrittore e storico iraniano († 1946)
- 1890 - Nikolaj Efimovič Varfolomeev, generale sovietico († 1939)
- 1891 - Robert Lehman, banchiere e filantropo statunitense († 1969)
- 1891 - Fabien Sevitzky, direttore d'orchestra e contrabbassista russo († 1967)
- 1892 - René Malaise, entomologo, esploratore e collezionista d'arte svedese († 1978)
- 1892 - Serafino Orlini, politico e avvocato italiano († 1965)
- 1893 - Diego D'Amico, politico italiano († 1947)
- 1893 - Jean Hoffman, pallanuotista belga
- 1893 - Friedrich Ritter von Röth, militare e aviatore tedesco († 1918)
- 1894 - Ernesto Ambrosini, siepista italiano († 1951)
- 1894 - Franco Capuana, direttore d'orchestra italiano († 1969)
- 1894 - Thorleif Haug, sciatore nordico norvegese († 1934)
- 1894 - Rudolf Schilberg, sollevatore austriaco († 1961)
- 1895 - Harold Hotelling, statistico statunitense († 1973)
- 1895 - Joseph Rhine, parapsicologo statunitense († 1980)
- 1895 - Friedrich Karl Topp, ammiraglio tedesco († 1981)
- 1896 - Mihovil Borovčić Kurir, calciatore jugoslavo († 1980)
- 1896 - Pasquale Capone, militare italiano († 1943)
- 1896 - Sven Lundgren, mezzofondista svedese († 1960)
- 1896 - Eugenio Marotta, politico italiano († 1983)
- 1896 - Moisè Pontremoli, ufficiale, imprenditore e mercante italiano († 1960)
- 1897 - Nasir ul-Mulk, principe indiano († 1943)
- 1897 - Herbert Agar, storico e giornalista statunitense († 1980)
- 1898 - Fëdor Isidorovič Kuznecov, generale sovietico († 1961)
- 1898 - Trofim Denisovič Lysenko, agronomo sovietico († 1976)
- 1899 - László Bíró, giornalista e inventore ungherese († 1985)
- 1899 - Ferruccio Ghinaglia, attivista italiano († 1921)
- 1899 - Robert Gilbert, compositore e attore tedesco († 1978)
- 1900 - Miguel Alemán Valdés, politico messicano († 1983)
- 1900 - John Ball, calciatore inglese († 1989)
- 1900 - Giovanni Borghetti, calciatore italiano († 1982)
- 1900 - Martin Reissmann, calciatore tedesco († 1971)

## XX secolo(989)
- 1901 - Feitiço, calciatore brasiliano († 1985)
- 1901 - Enrico Fermi, fisico italiano († 1954)
- 1901 - Gastone Guidotti, diplomatico italiano († 1982)
- 1901 - Giuseppe Giovanni Lanza del Vasto, filosofo, poeta e scrittore italiano († 1981)
- 1901 - Giuseppe Nitti, politico e avvocato italiano († 1967)
- 1902 - Leone Boccali, giornalista italiano († 1964)
- 1902 - Anna Maria Brizio, storica dell'arte, critica d'arte e funzionaria italiana († 1982)
- 1902 - Mikel Koliqi, cardinale albanese († 1997)
- 1902 - Luciano Manzotti, calciatore italiano († 1977)
- 1902 - Jasper Maskelyne, illusionista inglese († 1973)
- 1902 - Sun Yaoting, cinese († 1996)
- 1902 - Mary Ann Venables, schermitrice britannica († 1975)
- 1902 - Alberto Vianello, poeta, ingegnere e bibliotecario italiano († 1977)
- 1902 - Maximilian von Hohenberg, nobile austriaco († 1962)
- 1903 - Charles Baring, I barone Howick, diplomatico inglese († 1973)
- 1903 - John Heysham Gibbon, chirurgo statunitense († 1973)
- 1903 - Dragan Jovanović, calciatore jugoslavo († 1936)
- 1903 - Otto von Porat, pugile norvegese († 1982)
- 1903 - Diana Vreeland, giornalista statunitense († 1989)
- 1903 - Ted de Corsia, attore statunitense († 1973)
- 1904 - Georges Bauer, pallanuotista lussemburghese († 1987)
- 1904 - Georg Ferdinand Duckwitz, diplomatico tedesco († 1973)
- 1904 - Egon Eiermann, architetto tedesco († 1970)
- 1904 - Dorothy Emmet, filosofa britannica († 2000)
- 1904 - Greer Garson, attrice e cantante britannica († 1996)
- 1904 - André Lallemand, astronomo francese († 1978)
- 1904 - Nikolaj Ostrovskij, scrittore sovietico († 1936)
- 1904 - Vincenzo Passarelli, ingegnere italiano († 1985)
- 1904 - Sadeq Mohammad Khan V, pakistano († 1966)
- 1904 - Michał Waszyński, regista e sceneggiatore polacco († 1965)
- 1905 - Mahmoud Mokhtar El-Tetsh, calciatore egiziano († 1965)
- 1905 - Guglielmo Gatti, archeologo italiano († 1981)
- 1905 - Fidel LaBarba, pugile statunitense († 1981)
- 1905 - Giulio Rossi, calciatore italiano
- 1905 - Alberts Vaters, calciatore lettone († 1928)
- 1906 - Jules Merviel, ciclista su strada e pistard francese († 1978)
- 1906 - Maria Maddalena Rossi, politica, antifascista e giornalista italiana († 1995)
- 1906 - Charles Wolcott, compositore statunitense († 1987)
- 1907 - Gene Autry, attore e cantante statunitense († 1998)
- 1907 - Luigina Bonfanti, velocista e lunghista italiana († 1973)
- 1907 - Robert Brouwer, cestista e velocista belga († 1997)
- 1907 - Noël Calef, scrittore, traduttore e sceneggiatore italiano († 1968)
- 1907 - Leslie Holdridge, biologo e climatologo statunitense († 1999)
- 1907 - Teodoro Kovacich, calciatore italiano († 1991)
- 1907 - Hans Martin Sutermeister, medico, scrittore e politico svizzero († 1977)
- 1908 - Dina Ferri, poetessa italiana († 1930)
- 1908 - Vincenzo Indelli, politico e medico italiano († 2000)
- 1908 - Emilio Maccolini, militare italiano († 1936)
- 1908 - Eddie Tolan, velocista statunitense († 1967)
- 1909 - Vasco Bergamaschi, ciclista su strada e dirigente sportivo italiano († 1979)
- 1909 - Pio Angelo Brindisi, calciatore italiano († 1989)
- 1909 - Gilberto Caselli, militare e aviatore italiano († 1937)
- 1909 - Herbert Lange, militare tedesco († 1945)
- 1909 - Abraham Tokazier, velocista finlandese († 1976)
- 1910 - Miguel Ayestarán, calciatore spagnolo († 1992)
- 1910 - Arsenie Boca, religioso, teologo e artista rumeno († 1989)
- 1910 - Virginia Bruce, attrice statunitense († 1982)
- 1910 - Dora Calindri, attrice italiana († 1999)
- 1910 - Eliseo Camiolo, arbitro di calcio italiano († 1964)
- 1910 - Aldo Donati, calciatore italiano († 1984)
- 1910 - Vaughn Waddell, cestista statunitense († 1980)
- 1911 - Otello Ghigi, illusionista italiano († 2001)
- 1911 - Reginald Victor Jones, fisico britannico († 1997)
- 1912 - Michelangelo Antonioni, regista, sceneggiatore e montatore italiano († 2007)
- 1912 - Walter Harzer, militare tedesco († 1982)
- 1912 - Paul Ogorzow, serial killer tedesco († 1941)
- 1912 - Bartolomeo Tomasino, militare e aviatore italiano († 1941)
- 1912 - Cristiano Luigi di Meclemburgo-Schwerin, nobile tedesco († 1996)
- 1913 - Donato Donati, calciatore italiano
- 1913 - Frederick Firth, cantante e educatore inglese († 2000)
- 1913 - Trevor Howard, attore britannico († 1988)
- 1913 - Stanley Kramer, regista e produttore cinematografico statunitense († 2001)
- 1913 - Silvio Piola, calciatore e allenatore di calcio italiano († 1996)
- 1913 - Mihaela Adelgundis Černic, pittrice slovena († 2016)
- 1914 - Michal Chudík, politico, diplomatico e scrittore slovacco († 2005)
- 1915 - Giulio Cantoni, farmacologo italiano († 2005)
- 1915 - Vincent DeDomenico, imprenditore statunitense († 2007)
- 1915 - Nihat Ertuğ, cestista turco
- 1915 - Oscar Handlin, storico statunitense († 2011)
- 1915 - Brenda Marshall, attrice statunitense († 1992)
- 1915 - Michel Payen, calciatore francese († 2002)
- 1915 - Nina Savina, canoista sovietica († 1965)
- 1916 - Antonio Buero Vallejo, drammaturgo spagnolo († 2000)
- 1916 - Marisa Diena, antifascista, insegnante e partigiana italiana († 2013)
- 1916 - Rina Sara Virgillito, poetessa, saggista e traduttrice italiana († 1996)
- 1916 - John Michael Wallace-Hadrill, storico britannico († 1985)
- 1917 - Ettore Bisagno, militare italiano († 1942)
- 1917 - Göran Gentele, attore e regista svedese († 1972)
- 1917 - Jesse Renick, cestista e allenatore di pallacanestro statunitense († 1999)
- 1917 - Vittorio Sanseverino, militare e aviatore italiano († 2010)
- 1918 - Enrico Candiani, calciatore e dirigente sportivo italiano († 2008)
- 1919 - Ivo Buzzegoli, allenatore di calcio e calciatore italiano († 1962)
- 1919 - Mario Flores, militare italiano († 1943)
- 1919 - Margot Hielscher, cantante, attrice e costumista tedesca († 2017)
- 1919 - Oreste Orsini, violoncellista italiano († 2017)
- 1919 - Masao Takemoto, ginnasta giapponese († 2007)
- 1919 - Vladimír Vašíček, pittore ceco († 2003)
- 1919 - David C. Waybur, militare statunitense († 1945)
- 1919 - Kira Zvorykina, scacchista russa († 2014)
- 1920 - Valerie Davies, aracnologa australiana († 2012)
- 1920 - François Désbonnet, pallanuotista francese († 2003)
- 1920 - Giovanni Farina, calciatore italiano († 2001)
- 1920 - Luigi Mamoli, calciatore italiano
- 1920 - Paul Meyer, regista belga († 2007)
- 1920 - Peter Dennis Mitchell, biochimico britannico († 1992)
- 1920 - Václav Neumann, direttore d'orchestra e violista ceco († 1995)
- 1920 - Peter Arne, attore britannico († 1983)
- 1921 - Arkadij Viktorovič Belinkov, scrittore e critico letterario sovietico († 1970)
- 1921 - Fredrik Kiil, medico norvegese († 2015)
- 1921 - Michele Saccani, partigiano italiano († 1944)
- 1921 - Sultanzade Ali Bey, principe ottomano († 1971)
- 1922 - Vitale Artese, politico italiano († 2002)
- 1922 - Esther Brand, altista e discobola sudafricana († 2015)
- 1922 - Francisco Calvet, calciatore spagnolo († 2001)
- 1922 - Morio Kasai, chirurgo giapponese († 2008)
- 1922 - Michele Puddu, militare e poliziotto italiano († 1944)
- 1922 - José Pujol, pallanuotista spagnolo († 2013)
- 1922 - Lizabeth Scott, attrice e modella statunitense († 2015)
- 1923 - Stan e Jan Berenstain, scrittore e illustratore statunitense († 2005)
- 1923 - Roy D'Amy, fumettista italiano († 1979)
- 1923 - Hal Devoll, cestista statunitense († 2010)
- 1923 - William A. Fraker, direttore della fotografia statunitense († 2010)
- 1923 - Dick O'Keefe, cestista statunitense († 2006)
- 1924 - Ottavio Banti, paleografo e medievista italiano († 2024)
- 1924 - Marina Berti, attrice italiana († 2002)
- 1924 - Antoine Culioli, linguista francese († 2018)
- 1924 - Camillo Pellissier, alpinista italiano († 1966)
- 1924 - Giacomo Zampieri, ciclista su strada italiano († 2023)
- 1925 - Steve Forrest, attore statunitense († 2013)
- 1925 - Viviane Forrester, scrittrice, saggista e critica letteraria francese († 2013)
- 1925 - Jurij Timofeevič Ždanov, ballerino e coreografo sovietico († 1986)
- 1926 - Pierre Barbotin, ciclista su strada francese († 2009)
- 1926 - Chuck Cooper, cestista statunitense († 1984)
- 1926 - Karsten Hansen, calciatore norvegese († 2009)
- 1926 - Russ Heath, fumettista statunitense († 2018)
- 1926 - Hans Hügi, calciatore svizzero († 2000)
- 1926 - Michel Meslin, storico francese († 2010)
- 1926 - Nino Migliori, fotografo italiano
- 1927 - Edith Eger, psicologa e scrittrice statunitense
- 1927 - Bruno Gremese, calciatore italiano († 2000)
- 1927 - Umberto Manfrin, fumettista italiano († 2005)
- 1927 - Barbara Mertz, scrittrice statunitense († 2013)
- 1927 - Umberto Piscicelli, medico e scrittore italiano († 2003)
- 1927 - Gloria Saunders, attrice statunitense († 1980)
- 1927 - Adhemar da Silva, triplista brasiliano († 2001)
- 1928 - Sergio Bertelli, storico italiano († 2015)
- 1928 - Mario Chianese, pittore e incisore italiano († 2020)
- 1928 - Mihály Lantos, allenatore di calcio e calciatore ungherese († 1989)
- 1928 - Pina Maisano Grassi, politica italiana († 2016)
- 1928 - Bertie Peacock, allenatore di calcio e calciatore nordirlandese († 2004)
- 1928 - Michele Scandiffio, arcivescovo cattolico italiano († 2022)
- 1928 - Gerhard Stoltenberg, politico tedesco († 2001)
- 1928 - Luciano Tessari, allenatore di calcio e ex calciatore italiano
- 1928 - Martin Turnovský, direttore d'orchestra ceco († 2021)
- 1928 - Angelo Zito, medico e politico italiano († 2008)
- 1929 - Evgenij Nikitin, cestista sovietico († 2010)
- 1929 - Generoso Petrella, politico e magistrato italiano († 1997)
- 1929 - Qemal Vogli, calciatore albanese († 2004)
- 1930 - Cesare Barbetti, attore, doppiatore e direttore del doppiaggio italiano († 2006)
- 1930 - Richard Bonynge, direttore d'orchestra australiano
- 1930 - Colin Dexter, scrittore britannico († 2017)
- 1930 - Joseph Pathrapankal, presbitero, teologo e biblista indiano († 2022)
- 1930 - Per Tidemann, calciatore norvegese († 2018)
- 1931 - Eddie Barth, attore statunitense († 2010)
- 1931 - Italo Becchetti, politico italiano († 1993)
- 1931 - Silvana Blasi, attrice italiana († 2017)
- 1931 - James Cronin, fisico statunitense († 2016)
- 1931 - Anita Ekberg, attrice svedese († 2015)
- 1931 - Miguel Juárez, allenatore di calcio e calciatore argentino († 1982)
- 1931 - Joseph McDade, politico statunitense († 2017)
- 1931 - Kendall Sheets, cestista statunitense († 2018)
- 1932 - Robert Benton, regista e sceneggiatore statunitense († 2025)
- 1932 - Miroslav Brkljača, calciatore jugoslavo († 2000)
- 1932 - Mehmood, attore, regista e produttore cinematografico indiano († 2004)
- 1932 - Michel Murr, politico libanese († 2021)
- 1932 - Pietro Valpreda, anarchico, scrittore e poeta italiano († 2002)
- 1932 - Rainer Weiss, fisico tedesco
- 1933 - Antonio Corona, politico italiano († 1994)
- 1933 - Salvatore Distefano, politico italiano († 2023)
- 1933 - Josef Kadraba, calciatore cecoslovacco († 2019)
- 1933 - Adriana Lodi Faustini Fustini, politica italiana
- 1933 - Samora Machel, politico, rivoluzionario e militare mozambicano († 1986)
- 1933 - Alfred Sageder, canottiere austriaco († 2017)
- 1933 - Michel Stolker, ciclista su strada olandese († 2018)
- 1933 - James Villiers, attore britannico († 1998)
- 1934 - Skandor Akbar, wrestler statunitense († 2010)
- 1934 - Mihály Csíkszentmihályi, psicologo ungherese († 2021)
- 1934 - Stuart M. Kaminsky, scrittore, saggista e giornalista statunitense († 2009)
- 1934 - Helmut Kapitulski, ex calciatore tedesco
- 1934 - Jorma Limmonen, pugile finlandese († 2012)
- 1934 - Oscar Massei, allenatore di calcio e ex calciatore argentino
- 1934 - Antonio Petrobelli, pilota motonautico italiano († 1994)
- 1934 - John Scott, velista australiano († 1993)
- 1934 - Tommy Spychiger, pilota automobilistico svizzero († 1965)
- 1934 - Franco Voltaggio, filosofo e storico della scienza italiano († 2023)
- 1935 - Gianfranco Baraldi, ex mezzofondista italiano
- 1935 - Uta Franz, attrice austriaca († 2012)
- 1935 - Hillel Furstenberg, matematico israeliano
- 1935 - Buddy Humphrey, giocatore di football americano statunitense († 1988)
- 1935 - Sonia Iovan, ginnasta rumena († 2024)
- 1935 - Jerry Lee Lewis, cantante e pianista statunitense († 2022)
- 1935 - Wilfred Johnson, mafioso statunitense († 1988)
- 1935 - Arlo U. Landolt, astronomo statunitense († 2022)
- 1935 - Mylène Demongeot, attrice e modella francese († 2022)
- 1935 - Ingrid Noll, scrittrice tedesca
- 1935 - Bruce Tulloh, mezzofondista britannico († 2018)
- 1936 - Giorgio Bartolini, dirigente sportivo e ex calciatore italiano
- 1936 - Silvio Berlusconi, imprenditore e politico italiano († 2023)
- 1936 - Giulio Bisulli, pilota automobilistico italiano († 1983)
- 1936 - Luiz Daniel, pallanuotista brasiliano
- 1936 - James Frawley, regista, attore e produttore televisivo statunitense († 2019)
- 1936 - Ėdvard Stanislavovič Radzinskij, scrittore, drammaturgo e storico russo
- 1936 - James Roberts, velocista liberiano
- 1936 - Arch Whiting, attore statunitense († 2007)
- 1937 - Antonio Bailetti, ex ciclista su strada e pistard italiano
- 1937 - Anna Canzi, attrice italiana
- 1937 - Enzo Casali, politico italiano († 2019)
- 1937 - Kōichirō Matsuura, diplomatico giapponese
- 1937 - Marlo Morgan, scrittrice statunitense
- 1937 - Nina Wang, imprenditrice cinese († 2007)
- 1938 - Dave Harper, calciatore inglese († 2013)
- 1938 - Wim Kok, politico e sindacalista olandese († 2018)
- 1938 - Stefano Stefani, politico e imprenditore italiano († 2024)
- 1938 - Mirella Tarabocchia, ex cestista italiana
- 1939 - Fikret Abdić, politico e imprenditore bosniaco
- 1939 - Antonio Barone, fisico italiano († 2011)
- 1939 - Jim Baxter, calciatore britannico († 2001)
- 1939 - Luigi Diberti, attore e doppiatore italiano
- 1939 - Larry Linville, attore statunitense († 2000)
- 1939 - Rhodri Morgan, politico gallese († 2017)
- 1939 - Antonio Paolucci, storico dell'arte, funzionario e museologo italiano († 2024)
- 1939 - Isabel Parra, cantautrice cilena
- 1939 - Werner Pochath, attore austriaco († 1993)
- 1939 - Art Williams, cestista statunitense († 2018)
- 1940 - Lorenzo Baldisseri, cardinale e arcivescovo cattolico italiano
- 1940 - Nicola Di Bari, cantautore italiano
- 1940 - Franco Drago, ex nuotatore italiano
- 1940 - Gianluigi Mattia, pittore e scultore italiano
- 1940 - John Miszuk, hockeista su ghiaccio canadese († 2025)
- 1940 - Gerhard Nenning, sciatore alpino austriaco († 1995)
- 1941 - Gianni Lanzinger, politico italiano
- 1941 - Jon Brower Minnoch, showman statunitense († 1983)
- 1941 - Mir-Hosein Musavi, politico iraniano
- 1941 - Gastón Salvatore, scrittore e drammaturgo cileno († 2015)
- 1941 - Frederick West, serial killer britannico († 1995)
- 1942 - Giuseppe Bacher, ex calciatore italiano
- 1942 - Lino Diana, politico italiano
- 1942 - Felice Gimondi, ciclista su strada, pistard e dirigente sportivo italiano († 2019)
- 1942 - Madeline Kahn, attrice e soprano statunitense († 1999)
- 1942 - Stefan Kälin, ex sciatore alpino svizzero
- 1942 - Donna Leon, scrittrice statunitense
- 1942 - Ian McShane, attore britannico
- 1942 - Bill Nelson, politico e ex astronauta statunitense
- 1942 - Jean-Luc Ponty, violinista francese
- 1942 - Yves Rénier, attore svizzero († 2021)
- 1942 - Pierluigi Samaritani, regista e scenografo italiano († 1994)
- 1942 - Axel Straube, cestista tedesco († 2017)
- 1942 - Steve Tesich, sceneggiatore, drammaturgo e scrittore jugoslavo († 1996)
- 1943 - Luis Carlos Galán, giornalista, politico e economista colombiano († 1989)
- 1943 - Giordano Maioli, ex tennista e dirigente d'azienda italiano
- 1943 - Robert Nouzaret, ex calciatore e allenatore di calcio francese
- 1943 - Wolfgang Overath, ex calciatore e dirigente sportivo tedesco
- 1943 - Gary Boyd Roberts, genealogista statunitense
- 1943 - Hubert Skrzypczak, ex pugile polacco
- 1943 - Ángel Uribe, calciatore peruviano († 2008)
- 1943 - Lech Wałęsa, sindacalista, politico e attivista polacco
- 1943 - Iván Zulueta, regista cinematografico, sceneggiatore e disegnatore spagnolo († 2009)
- 1944 - Anne Briggs, cantautrice inglese
- 1944 - Paolo Ghelardini, fumettista italiano
- 1944 - Junior Magli, cantante italiano († 2022)
- 1944 - Mike Post, compositore e produttore discografico statunitense
- 1944 - Jim Whyte, ex calciatore scozzese
- 1945 - Reggie Bannister, attore, musicista e produttore cinematografico statunitense
- 1945 - Michael Bella, ex calciatore tedesco
- 1945 - Franco Brioschi, critico letterario e italianista italiano († 2005)
- 1945 - Alicia Bruzzo, attrice argentina († 2007)
- 1945 - Lella Cuberli, soprano statunitense
- 1945 - Paolo Maurizio Ferrari, ex brigatista italiano
- 1945 - Fernand Jeitz, allenatore di calcio e ex calciatore lussemburghese
- 1945 - Marianne Mendt, cantante e attrice austriaca
- 1945 - Paolo Poiret, attore, doppiatore e direttore del doppiaggio italiano († 2015)
- 1945 - Andrea Valdinoci, allenatore di calcio e ex calciatore italiano
- 1946 - Giambattista Capretti, pugile italiano († 2016)
- 1946 - Franco Corleone, politico italiano
- 1946 - Agostino Formica, scrittore e saggista italiano
- 1946 - Patricia Hodge, attrice britannica
- 1946 - Tamás Krivitz, allenatore di calcio e ex calciatore ungherese
- 1946 - Américo Paredes, ex calciatore uruguaiano
- 1946 - Lino Paschini, ex cestista italiano
- 1946 - Giovanni Poggiali, attore teatrale, drammaturgo e musicista italiano († 1987)
- 1946 - Donovan Scott, attore statunitense
- 1946 - Jeff Wall, fotografo canadese
- 1946 - Ian Wallace, batterista britannico († 2007)
- 1946 - Wayne Wells, ex lottatore statunitense
- 1947 - Myriam Castelli, giornalista e conduttrice televisiva italiana
- 1947 - Giampaolo Crepaldi, arcivescovo cattolico italiano
- 1947 - George Dalaras, cantante e musicista greco
- 1947 - Dick Dell, ex tennista statunitense
- 1947 - Richard J. Evans, storico inglese
- 1947 - Martin Ferrero, attore statunitense
- 1947 - Maurizio Pallante, saggista italiano
- 1947 - Mike Pelyk, ex hockeista su ghiaccio canadese
- 1947 - Gustavo Pignero, agente segreto e generale italiano († 2006)
- 1947 - Narong Thongplew, ex calciatore thailandese
- 1948 - Regina Alcóver, attrice peruviana
- 1948 - Vic Bartolome, ex cestista statunitense
- 1948 - Mark Farner, cantante, chitarrista e compositore statunitense
- 1948 - John French, musicista statunitense
- 1948 - Piet Hein Hoebens, giornalista olandese († 1984)
- 1948 - Theo Jörgensmann, clarinettista e compositore tedesco
- 1948 - Viktor Krovopuskov, ex schermidore sovietico
- 1948 - John McHugh, politico statunitense
- 1948 - Renato Pigliacampo, scrittore, poeta e pedagogista italiano († 2015)
- 1948 - Mike Pinera, chitarrista statunitense († 2024)
- 1948 - Agostino Racalbuto, psicoanalista italiano († 2005)
- 1949 - John Edward Critien, religioso e storico dell'arte maltese († 2022)
- 1949 - Abdoukarime Diouf, allenatore di calcio senegalese
- 1949 - Adrian Elrick, ex calciatore neozelandese
- 1949 - Evgeni Ermenkov, scacchista bulgaro
- 1949 - Gheorghe Funar, politico romeno
- 1949 - Halina Maliszewska, ex cestista polacca
- 1949 - Anton Mang, pilota motociclistico tedesco
- 1949 - Vincenzo Marino, ex calciatore italiano
- 1949 - Wenceslao Selga Padilla, vescovo cattolico filippino († 2018)
- 1949 - Mike Schmidt, ex giocatore di baseball statunitense
- 1949 - Dave Wilcox, giocatore di football americano statunitense († 2023)
- 1949 - Ann Wilson, ex pentatleta britannica
- 1950 - Cesare Bortolotti, imprenditore e dirigente sportivo italiano († 1990)
- 1950 - Timothy Lawrence Doherty, vescovo cattolico statunitense
- 1950 - Miguel Gallardo, cantautore spagnolo († 2005)
- 1950 - Giuseppe Giliberti, storico e giurista italiano
- 1950 - Loretta Goggi, cantante, attrice e imitatrice italiana
- 1950 - CJ Jones, attore statunitense
- 1950 - Klaus Peter Matziol, bassista tedesco
- 1950 - Amos Poe, regista, sceneggiatore e produttore cinematografico statunitense
- 1950 - Amália Sterbinszky, pallamanista e allenatrice di pallamano ungherese († 2025)
- 1951 - Jutta Ditfurth, sociologa, scrittrice e politica tedesca
- 1951 - Michelle Bachelet, politica cilena
- 1951 - Pier Luigi Bersani, politico e scrittore italiano
- 1951 - Andrés Caicedo, scrittore, drammaturgo e sceneggiatore colombiano († 1977)
- 1951 - Maureen Caird, ex ostacolista australiana
- 1951 - Elżbieta Dmoch, cantante e musicista polacca
- 1951 - Gian Maria Fara, sociologo italiano
- 1951 - Wolfram Fiedler, slittinista tedesco orientale († 1988)
- 1951 - Nina Holmén, ex mezzofondista finlandese
- 1951 - Cindy Morgan, attrice e produttrice televisiva statunitense († 2023)
- 1951 - Maurizio Pieroni, politico italiano († 2020)
- 1951 - Jean Schmidt, politica statunitense
- 1952 - Gábor Csupó, regista ungherese
- 1952 - Mike Dillon, allenatore di calcio e ex calciatore inglese
- 1952 - Srđan Dizdarević, giornalista, diplomatico e attivista bosniaco († 2016)
- 1952 - Remo Facchinetti, ultramaratoneta italiano
- 1952 - Jurij Lobanov, canoista sovietico († 2017)
- 1952 - Max Sandlin, politico statunitense
- 1952 - Monika Zehrt, ex velocista tedesca
- 1953 - Xabier Azkargorta, allenatore di calcio e ex calciatore spagnolo
- 1953 - Umberto Del Basso De Caro, politico italiano
- 1953 - Miguel Ángel Fuentes, attore messicano († 2023)
- 1953 - Martinho Lutero Galati, direttore di coro e musicista brasiliano († 2020)
- 1953 - Drake Hogestyn, attore statunitense († 2024)
- 1953 - Daniel Mizonzo, vescovo cattolico della Repubblica del Congo
- 1953 - Michael Talbot, scrittore statunitense († 1992)
- 1953 - Ante Čačić, allenatore di calcio e dirigente sportivo croato
- 1954 - Cal Bruton, cestista e allenatore di pallacanestro statunitense
- 1954 - Stephanie Graziano, animatrice e produttrice televisiva statunitense
- 1954 - Flaminio Gualdoni, critico d'arte, storico dell'arte e museologo italiano
- 1954 - Bo Gustafsson, ex marciatore svedese
- 1954 - Dennis Madalone, stuntman e attore statunitense
- 1954 - Geoffrey Marcy, astronomo statunitense
- 1954 - Masoud Pezeshkian, politico e cardiochirurgo iraniano
- 1954 - Mari Wilson, cantante britannica
- 1954 - Bruno Sarda, fumettista italiano
- 1954 - Debbie Shapiro Gravitte, attrice e cantante statunitense
- 1954 - Irina Ušakova, ex schermitrice sovietica
- 1955 - Ann Bancroft, esploratrice, scrittrice e insegnante statunitense
- 1955 - Joe Donnelly, politico, avvocato e diplomatico statunitense
- 1955 - Mark Dornford-May, regista e sceneggiatore sudafricano
- 1955 - Giuseppe Drago, politico e medico italiano († 2016)
- 1955 - Eurico Gomes, allenatore di calcio e ex calciatore portoghese
- 1955 - Dmitrij Kovcun, ex discobolo ucraino
- 1955 - Enzo Pietropaoli, contrabbassista italiano
- 1955 - Ken Weatherwax, attore statunitense († 2014)
- 1956 - Demetrio Arena, politico italiano
- 1956 - Ritza Brown, attrice e produttrice cinematografica statunitense
- 1956 - Sebastian Coe, ex mezzofondista, politico e dirigente sportivo britannico
- 1956 - James Halsell, ex astronauta statunitense
- 1956 - Claude Lebet, liutaio svizzero
- 1956 - Jurij Moroz, regista russo († 2025)
- 1956 - Jenny Morris, cantautrice neozelandese
- 1956 - Cheryl Noble, giocatrice di curling canadese
- 1956 - Mick Pickering, ex calciatore inglese
- 1956 - Piet Raijmakers, cavaliere olandese
- 1956 - Tsai Wen-yee, ex sollevatore taiwanese
- 1957 - Michele Burato, artista italiano
- 1957 - Claudio Caramel, architetto, designer e restauratore italiano
- 1957 - Andrew Dice Clay, comico e attore statunitense
- 1957 - Massimo Corizza, doppiatore, direttore del doppiaggio e dialoghista italiano
- 1957 - Joel Gallen, regista, produttore cinematografico e sceneggiatore statunitense
- 1957 - David Grylls, ex pistard statunitense
- 1957 - Fabio Musati, scrittore italiano († 2015)
- 1957 - Genesia Rosato, ex ballerina britannica
- 1957 - Irina Sanpiter, attrice sovietica († 2018)
- 1957 - Harald Schmid, ex ostacolista e velocista tedesco
- 1957 - Miguel Ángel Sola, allenatore di calcio e ex calciatore spagnolo
- 1957 - José Manuel Traba, ex calciatore spagnolo
- 1958 - Mohammad-Ali Abtahi, politico iraniano
- 1958 - Jost Capito, dirigente sportivo tedesco
- 1958 - Carlo Chiurazzi, politico italiano
- 1958 - Giuliano Giuliani, calciatore italiano († 1996)
- 1958 - Mark Higgins, ex calciatore inglese
- 1958 - Ron Jans, allenatore di calcio e ex calciatore olandese
- 1958 - Keje Molenaar, ex calciatore olandese
- 1958 - John Payne, musicista e cantante britannico
- 1958 - Stefano Santucci, autore televisivo italiano
- 1958 - Silvana Suárez, modella argentina († 2022)
- 1958 - Michele Vincenti, economista italiano
- 1958 - Karen Young, attrice statunitense
- 1959 - Maurizio Bartocci, allenatore di pallacanestro italiano
- 1959 - Carlos Cardús, pilota motociclistico spagnolo
- 1959 - Philippe Caroit, attore francese
- 1959 - Jon Fosse, scrittore e drammaturgo norvegese
- 1959 - Silvano Furli, sciatore alpino italiano († 2007)
- 1959 - Leslie Graves, attrice statunitense († 1995)
- 1959 - Lee Kil-yong, calciatore sudcoreano († 2003)
- 1959 - Nadia Desdemona Lioce, terrorista italiana
- 1959 - Scott MacDonald, attore e doppiatore statunitense
- 1959 - Giovanna Pasello, ex tiratrice a volo italiana
- 1959 - Paulinho Cascavel, ex calciatore brasiliano
- 1959 - Siegfried Reich, ex calciatore tedesco
- 1959 - Raf, cantautore italiano
- 1959 - Alberto Rosso, generale italiano
- 1959 - Gerhard Steinkogler, ex calciatore austriaco
- 1959 - Zhang Hui, ex cestista cinese
- 1960 - Fabrizio Calzia, scrittore e editore italiano
- 1960 - Kenneth Hansen, pilota automobilistico svedese
- 1960 - Alan McGee, produttore discografico e musicista scozzese
- 1960 - Nayah, cantante francese
- 1960 - Hubert Neuper, ex saltatore con gli sci austriaco
- 1960 - John Paxson, ex cestista, allenatore di pallacanestro e dirigente sportivo statunitense
- 1960 - Piero Pioppo, arcivescovo cattolico e diplomatico italiano
- 1960 - David Sammartino, wrestler statunitense
- 1960 - Gabriele Tagliaventi, architetto e urbanista italiano
- 1960 - Paolo Tusino, ex calciatore italiano
- 1960 - Wendy White, ex tennista statunitense
- 1961 - Norberto Bocchi, giocatore di bridge italiano
- 1961 - Tom Tattoo, artista italiano
- 1961 - Mohammed Dahlan, politico e generale palestinese
- 1961 - Dale Dickey, attrice statunitense
- 1961 - Rolando Fontan, politico italiano
- 1961 - Julia Gillard, politica australiana
- 1961 - Tobias Hoesl, attore e ex ballerino tedesco
- 1961 - Eddie Phillips, ex cestista statunitense
- 1961 - Sabiha Sumar, regista pakistana
- 1961 - Zoran Tegeltija, politico bosniaco
- 1962 - Janne Andersson, allenatore di calcio e ex calciatore svedese
- 1962 - Roger Bart, attore statunitense
- 1962 - Lauren Brice, attrice pornografica statunitense († 2015)
- 1962 - Castrense Campanella, ex calciatore italiano
- 1962 - Luigi Ciavardini, ex terrorista italiano
- 1962 - Néstor Clausen, allenatore di calcio e ex calciatore argentino
- 1962 - Gino Cossaro, ex calciatore italiano
- 1962 - Helena Dalli, politica maltese
- 1962 - Marco Giunio De Sanctis, ex boccista e dirigente sportivo italiano
- 1962 - Bernhard Flaschberger, ex sciatore alpino austriaco
- 1962 - Stefan Niederseer, ex sciatore alpino austriaco
- 1962 - Al Pitrelli, chitarrista statunitense
- 1962 - Maurizio Trombetta, allenatore di calcio e ex calciatore italiano
- 1962 - Nicky Walker, ex calciatore scozzese
- 1963 - Les Claypool, bassista, cantante e compositore statunitense
- 1963 - Margherita Coluccini, politica italiana
- 1963 - Francis Jue, attore statunitense
- 1963 - Jon Levine, ex tennista statunitense
- 1963 - Pietro Maiellaro, dirigente sportivo, allenatore di calcio e ex calciatore italiano
- 1963 - Sandro Sussi, artista italiano († 2015)
- 1964 - Miles Aldridge, fotografo e artista britannico
- 1964 - Ingve Bøe, ex calciatore norvegese
- 1964 - Predrag Brzaković, calciatore e giocatore di calcio a 5 serbo († 2012)
- 1964 - Pierre-Marie Deloof, ex canottiere belga
- 1964 - Jeanna Fine, ex attrice pornografica e ballerina statunitense
- 1964 - Flavio Fiorio, allenatore di calcio e ex calciatore italiano
- 1964 - Ina Kleber, ex nuotatrice tedesca orientale
- 1964 - Brad Lohaus, ex cestista statunitense
- 1964 - Taime Downe, cantante statunitense
- 1964 - Mauro Rosin, allenatore di calcio e ex calciatore italiano
- 1965 - Péricles Chamusca, allenatore di calcio e ex calciatore brasiliano
- 1965 - Paola Erdas, clavicembalista italiana
- 1965 - Boris Izaguirre, scrittore e conduttore televisivo venezuelano
- 1965 - József Keller, ex calciatore ungherese
- 1965 - Grigorij Kirienko, ex schermidore russo
- 1965 - Emil Lőrincz, ex calciatore ungherese
- 1965 - Kim Magnusson, produttore cinematografico e attore danese
- 1965 - Park Chul-woo, ex calciatore sudcoreano
- 1965 - Luciano Roman, attore e regista teatrale italiano
- 1965 - Phylis Smith, ex velocista britannica
- 1965 - Alessandro Valori, regista, sceneggiatore e produttore cinematografico italiano († 2019)
- 1965 - Stefano Vietti, fumettista italiano
- 1965 - Asma del Marocco, principessa marocchina
- 1966 - Giuseppe Brescia, allenatore di calcio e ex calciatore italiano
- 1966 - Francesco Caruso, ex calciatore italiano
- 1966 - Aleksej Fedorčenko, regista russo
- 1966 - Donna Harrington, ex cestista statunitense
- 1966 - Hersey Hawkins, ex cestista, allenatore di pallacanestro e dirigente sportivo statunitense
- 1966 - Michalīs Kavelīs, ex calciatore cipriota
- 1966 - Ben Miles, attore e musicista britannico
- 1966 - Ricardo Morillo, ex giocatore di calcio a 5 brasiliano
- 1966 - Bujar Nishani, politico albanese († 2022)
- 1966 - Ken Norton Jr., ex giocatore di football americano e allenatore di football americano statunitense
- 1966 - Hannu Palosuo, pittore finlandese
- 1966 - Paolo Ranzani, fotografo italiano
- 1966 - Fabio Viviani, allenatore di calcio e ex calciatore italiano
- 1966 - Hilmar Weilandt, ex calciatore tedesco orientale
- 1967 - Yuichi Akasaka, ex pattinatore di short track giapponese
- 1967 - Brett Anderson, cantante britannico
- 1967 - Éva Dónusz, ex canoista ungherese
- 1967 - Abdelouafi Laftit, politico marocchino
- 1967 - Felicia Ţilea, giavellottista rumena († 2025)
- 1968 - Luke Goss, attore e batterista britannico
- 1968 - Matt Goss, cantante britannico
- 1968 - Pat Lam, allenatore di rugby a 15 e ex rugbista a 15 neozelandese
- 1968 - Mara Lezama, politica e giornalista messicana
- 1968 - Kyle Lightbourne, allenatore di calcio, crickettista e ex calciatore britannico
- 1968 - Philip Rosedale, imprenditore e fisico statunitense
- 1968 - Tommy Rustad, pilota automobilistico norvegese
- 1968 - Svenja Schulze, politica tedesca
- 1968 - Alex Skolnick, chitarrista statunitense
- 1968 - Dragan Škrbić, ex pallamanista jugoslavo
- 1968 - Ivica Vastić, allenatore di calcio e ex calciatore croato
- 1969 - Angelo Alessandri, politico italiano
- 1969 - Rui Almeida, allenatore di calcio portoghese
- 1969 - Paul Ashworth, allenatore di calcio e dirigente sportivo inglese
- 1969 - Cho Youn-jeong, arciera sudcoreana
- 1969 - Valeryj Cylen'c', ex lottatore bielorusso
- 1969 - Maurizio D'Angelo, allenatore di calcio e ex calciatore italiano
- 1969 - Daniela Del Din, tiratrice a volo sammarinese
- 1969 - Erika Eleniak, modella e attrice statunitense
- 1969 - Maria Costanza Moroni, triplista, lunghista e altista italiana
- 1969 - Silvia Parente, sportiva italiana
- 1969 - Tore Pedersen, ex calciatore norvegese
- 1969 - Alessandro Romano, allenatore di calcio e ex calciatore italiano
- 1969 - Rune Temte, attore e doppiatore norvegese
- 1969 - Adalbert Zafirov, allenatore di calcio e ex calciatore bulgaro
- 1970 - Vladimir Balić, ex calciatore croato
- 1970 - Noumandiez Doué, ex arbitro di calcio ivoriano
- 1970 - Marco Falaguasta, attore e commediografo italiano
- 1970 - Natasha Gregson Wagner, attrice statunitense
- 1970 - Roland Kirchler, allenatore di calcio, dirigente sportivo e ex calciatore austriaco
- 1970 - AMG, rapper statunitense
- 1970 - Emily Lloyd, attrice britannica
- 1970 - Chris Mims, giocatore di football americano statunitense († 2008)
- 1970 - Nicolás Pereira, ex tennista e telecronista sportivo venezuelano
- 1970 - Russell Peters, comico e attore canadese
- 1970 - Yoshihiro Tajiri, wrestler giapponese
- 1970 - Nicolas Winding Refn, regista, sceneggiatore e produttore cinematografico danese
- 1971 - Gunnar Aase, allenatore di calcio e calciatore norvegese
- 1971 - Johan Anderson, ex tennista australiano
- 1971 - Lisandro Arbizu, ex rugbista a 15 e allenatore di rugby a 15 argentino
- 1971 - Tanoka Beard, ex cestista statunitense
- 1971 - Ray Buchanan, ex giocatore di football americano statunitense
- 1971 - Mackenzie Crook, attore e illustratore britannico
- 1971 - Miguel de Jesús Fuentes Razo, allenatore di calcio e ex calciatore messicano
- 1971 - Marcos Llunas, cantante spagnolo
- 1971 - Giampiero Maini, allenatore di calcio, dirigente sportivo e ex calciatore italiano
- 1971 - Matt Meyer, politico statunitense
- 1971 - Lilian Nalis, allenatore di calcio e ex calciatore francese
- 1971 - Jaime Peterson, ex cestista dominicano
- 1971 - Leonardo Piepoli, ex ciclista su strada italiano
- 1971 - Theodore Shapiro, compositore statunitense
- 1971 - Riccardo Signoretti, personaggio televisivo italiano
- 1971 - Jeffrey Talan, ex calciatore olandese
- 1971 - Bruno Traverso, liutaio italiano
- 1971 - Sibel Tüzün, cantante turca
- 1971 - Rick Warden, attore cinematografico e attore teatrale britannico
- 1971 - Yitzhak Yedid, compositore israeliano
- 1972 - Samir Aboud, ex calciatore libico
- 1972 - Heléne Björklund, politica e insegnante svedese
- 1972 - Fabiola Bologna, politica italiana
- 1972 - Luis Fernández Gutiérrez, ex calciatore spagnolo
- 1972 - Chiara Geronzi, giornalista italiana
- 1972 - Jörgen Jönsson, ex hockeista su ghiaccio svedese
- 1972 - Chiaki Kon, regista e animatrice giapponese
- 1972 - Jamal Mashburn, ex cestista statunitense
- 1972 - Jon Eirik Ødegaard, ex calciatore norvegese
- 1972 - Joakim Olsson, ex calciatore svedese
- 1972 - Simone Paganini, teologo italiano
- 1972 - Núria Prims, attrice spagnola
- 1972 - Robert Webb, comico, attore e scrittore britannico
- 1973 - Dmitrij Ananko, ex calciatore russo
- 1973 - Alfie Boe, tenore e attore teatrale britannico
- 1973 - Stacy Carter, ex wrestler statunitense
- 1973 - Therdsak Chaiman, allenatore di calcio e ex calciatore thailandese
- 1973 - Federica Di Martino, attrice italiana
- 1973 - Brad Kane, attore, cantante e sceneggiatore statunitense
- 1973 - Gregorio Lavilla, dirigente sportivo e pilota motociclistico spagnolo
- 1973 - Ruslan Ljubars'kyj, allenatore di calcio e calciatore ucraino
- 1973 - Debelah Morgan, cantante statunitense
- 1973 - Chris Newton, ex pistard e ciclista su strada britannico
- 1973 - Scout Niblett, cantautrice e musicista inglese
- 1973 - Paulo César Motta, ex cestista brasiliano
- 1973 - Paul Rogers, ex cestista australiano
- 1973 - Zsolt Torok, alpinista rumeno († 2019)
- 1973 - Yūichi Watanabe, ex giocatore di football americano e allenatore di football americano giapponese
- 1973 - Tammi Wilson, ex rugbista a 15 e dirigente sportiva neozelandese
- 1974 - Ottavio Barone, pugile italiano
- 1974 - Rolando Cavallo, ex giocatore di curling e dirigente sportivo italiano
- 1974 - Alexis Cruz, attore statunitense
- 1974 - Danielle DuClos, attrice statunitense
- 1974 - Ayo, rapper nigeriano
- 1974 - Luca Immesi, regista e sceneggiatore italiano
- 1974 - Giovanni Indiveri, allenatore di calcio e ex calciatore italiano
- 1974 - Oliver Kovačević, ex calciatore serbo
- 1974 - Israel López, ex calciatore messicano
- 1974 - Nicolas Pariser, regista e sceneggiatore francese
- 1974 - Jeff Sheppard, ex cestista statunitense
- 1974 - Etelwardo Sigismondi, politico italiano
- 1975 - Abdullah Al-Waked, ex calciatore saudita
- 1975 - Albert Celades, allenatore di calcio e ex calciatore spagnolo
- 1975 - Néstor Jorge Cabrera, pilota motociclistico spagnolo († 2015)
- 1975 - Alfredo Nigro, tenore italiano
- 1975 - Jörgen Pettersson, ex calciatore e allenatore di calcio svedese
- 1975 - Domenico Romano, ex ciclista su strada italiano
- 1975 - Ava Vincent, ex attrice pornografica statunitense
- 1976 - Darren Byfield, allenatore di calcio e ex calciatore giamaicano
- 1976 - Daniella Campos, modella e conduttrice televisiva cilena
- 1976 - Ninel Conde, attrice e modella messicana
- 1976 - Simone D'Auria, architetto, artista e designer italiano († 2024)
- 1976 - Kelvin Davis, allenatore di calcio e ex calciatore inglese
- 1976 - Mark Edusei, ex calciatore ghanese
- 1976 - Khaled Fadhel, ex calciatore tunisino
- 1976 - Mundaba Kisombe, ex calciatore della Repubblica Democratica del Congo
- 1976 - Xəqani Məmmədov, ex calciatore azero
- 1976 - Obsession, ex attrice pornografica statunitense
- 1976 - Carmine Russo, dirigente sportivo e ex arbitro di calcio italiano
- 1976 - Andrij Ševčenko, dirigente sportivo, allenatore di calcio e ex calciatore ucraino
- 1976 - Óscar Sevilla, ciclista su strada spagnolo
- 1976 - Grégory Tafforeau, ex calciatore francese
- 1977 - Álvaro Aparicio, ex giocatore di calcio a 5 spagnolo
- 1977 - Paola Cazzola, pilota motociclistica italiana
- 1977 - David Atiba Charles, ex calciatore trinidadiano
- 1977 - Katrina Hibbert, ex cestista australiana
- 1977 - Raúl Justiniano, ex calciatore boliviano
- 1977 - Harry Libanotis, ex calciatore seychellese
- 1977 - Bogdan Mara, ex calciatore rumeno
- 1977 - Amy Nixon, giocatrice di curling canadese
- 1977 - Giuseppe Portolesi, militare italiano
- 1977 - Trine Jepsen, cantante danese
- 1977 - Claudia Soberón, attrice messicana
- 1977 - Pavol Staňo, allenatore di calcio e ex calciatore slovacco
- 1977 - Kerstin Stegemann, ex calciatrice tedesca
- 1978 - Mohini Bhardwaj, ex ginnasta statunitense
- 1978 - Gaetano Colella, attore e sceneggiatore italiano
- 1978 - Dmitrij Gerasimenko, imprenditore, dirigente sportivo e ex cestista russo
- 1978 - Giandonato La Salandra, politico italiano
- 1978 - Gil Mossinson, ex cestista israeliano
- 1978 - Mun In-guk, ex calciatore nordcoreano
- 1978 - Kurt Nilsen, cantante norvegese
- 1978 - Sergio Órteman, allenatore di calcio e ex calciatore uruguaiano
- 1978 - Karen Putzer, ex sciatrice alpina italiana
- 1978 - Jerome Robinson, ex cestista canadese
- 1978 - Nathan West, attore, musicista e cantante statunitense
- 1979 - Orhan Ak, allenatore di calcio e ex calciatore turco
- 1979 - Artika Sari Devi, modella indonesiana
- 1979 - Dejan Dimitrovski, ex calciatore macedone
- 1979 - Barbara Gibertini, ex cestista italiana
- 1979 - Martin Jágr, ex rugbista a 15 ceco
- 1979 - Karim Kamanzi, ex calciatore ruandese
- 1979 - Michel Kamanzi, ex calciatore ruandese
- 1979 - Gaitana, cantante e cantautrice ucraina
- 1979 - Matías Lescano, ex cestista argentino
- 1979 - Jaime Lozano, allenatore di calcio e ex calciatore messicano
- 1979 - Alex Marte, attore pornografico italiano
- 1979 - Noh Byung-jun, calciatore sudcoreano
- 1979 - Marcos Roberto Pereira dos Santos, ex calciatore brasiliano
- 1979 - Nicola Princivalli, allenatore di calcio e ex calciatore italiano
- 1979 - Jaroslav Volf, canoista ceco
- 1979 - Hairuddin Omar, ex calciatore malese
- 1980 - Rinat Abdaşov, ex calciatore azero
- 1980 - Patrick Agyemang, ex calciatore ghanese
- 1980 - Ady An, attrice taiwanese
- 1980 - Răzvan Florea, nuotatore rumeno
- 1980 - Dallas Green, cantautore canadese
- 1980 - Kemal Izzet, ex calciatore inglese
- 1980 - Zdeněk Kroča, ex calciatore ceco
- 1980 - Zachary Levi, attore statunitense
- 1980 - Chrissy Metz, attrice statunitense
- 1980 - Yutaka Takahashi, allenatore di calcio e ex calciatore giapponese
- 1980 - Ümit Şamiloğlu, ginnasta turco
- 1981 - Shay Astar, attrice statunitense
- 1981 - Julien Cardy, ex calciatore francese
- 1981 - Lee Casciaro, calciatore gibilterriano
- 1981 - Stephen Costello, tenore statunitense
- 1981 - Aristeidīs Galanopoulos, ex calciatore greco
- 1981 - Daniele Genocchio, scacchista italiano
- 1981 - Manu Herrera, calciatore spagnolo
- 1981 - Sofia Kyriakopoulou, ex cestista greca
- 1981 - Jorge Larena-Avellaneda Roig, ex calciatore spagnolo
- 1981 - Kelly McCreary, attrice statunitense
- 1981 - Nam Hyun-hee, ex schermitrice sudcoreana
- 1981 - Jean Philippe Peguero, ex calciatore haitiano
- 1981 - Siyabonga Sangweni, ex calciatore sudafricano
- 1981 - Jake Schreier, regista statunitense
- 1981 - Marcel Schreter, ex calciatore austriaco
- 1981 - Shane Smeltz, ex calciatore neozelandese
- 1981 - Matthieu Sprick, ex ciclista su strada francese
- 1981 - Seth Stammler, ex calciatore statunitense
- 1981 - Marcos Vicente dos Santos, ex calciatore brasiliano
- 1982 - Miguel Ayala, ex cestista messicano
- 1982 - Rasul Boqiev, judoka tagiko
- 1982 - Stephen Boss, ballerino, conduttore televisivo e attore statunitense († 2022)
- 1982 - Evaldas Dainys, cestista lituano
- 1982 - Matt Giteau, rugbista a 15 australiano
- 1982 - Ariana Jollee, ex attrice pornografica statunitense
- 1982 - Brigitta Bulgari, disc jockey, modella e ex attrice pornografica ungherese
- 1982 - Uili Kolo'ofai, rugbista a 15 neozelandese
- 1982 - Miloš Milojević, allenatore di calcio e ex calciatore serbo
- 1982 - Dominique Reyal, ex calciatore francese
- 1982 - Margherita Rigon, golfista italiana
- 1982 - Amy Williams, ex skeletonista e copilota di rally britannica
- 1982 - Vinícius de Siqueira, pallavolista brasiliano
- 1982 - Mert Öcal, attore e modello turco
- 1983 - Miguel Báez, calciatore dominicano
- 1983 - Jhonny van Beukering, ex calciatore indonesiano
- 1983 - Santiago Bianchi, ex calciatore argentino
- 1983 - Paul Connolly, ex calciatore inglese
- 1983 - Víctor Figueroa, calciatore argentino
- 1983 - Patric Klandt, ex calciatore tedesco
- 1983 - Yukari Kuzuya, modella giapponese
- 1983 - Carlos Will Mejía, calciatore honduregno
- 1983 - Goran Mujanović, ex calciatore croato
- 1983 - Lisette Oropesa, soprano statunitense
- 1983 - Marco Piccinini, arbitro di calcio italiano
- 1983 - Marcel Rodríguez-López, musicista statunitense
- 1983 - Alessio Sestu, dirigente sportivo e ex calciatore italiano
- 1983 - Risa Suzuki, giocatrice di bowling giapponese
- 1983 - Chris Thorner, ex giocatore di football americano statunitense
- 1983 - Yoon Seung-ah, attrice sudcoreana
- 1984 - Michela Angeloni, hockeista su ghiaccio italiana
- 1984 - Renaud Cohade, ex calciatore francese
- 1984 - Salvador Coreas, calciatore salvadoregno
- 1984 - Brandon Coutu, ex giocatore di football americano statunitense
- 1984 - Zsófia Fegyverneky, cestista ungherese
- 1984 - Agostino Garofalo, ex calciatore italiano
- 1984 - Rune Jarstein, calciatore norvegese
- 1984 - Jonathan Lebed, statunitense
- 1984 - Valentina Meredova, velocista turkmena
- 1984 - Per Mertesacker, dirigente sportivo e ex calciatore tedesco
- 1984 - Tïmwr Moldağalïyev, calciatore kazako
- 1984 - Tayanna, cantante e attrice ucraina
- 1984 - Keving Palacios, ex cestista venezuelano
- 1984 - Federico Perego, allenatore di pallacanestro italiano
- 1984 - Ahmad Taktouk, calciatore libanese
- 1985 - Marcelo Mariano Dias, calciatore brasiliano
- 1985 - Lesly Fellinga, ex calciatore haitiano
- 1985 - A'Quonesia Franklin, ex cestista e allenatrice di pallacanestro statunitense
- 1985 - Bogdan Hauși, ex calciatore rumeno
- 1985 - Calvin Johnson, ex giocatore di football americano statunitense
- 1985 - Candice LeRae, wrestler statunitense
- 1985 - Isaac Makwala, velocista botswano
- 1985 - Henrik Moisander, ex calciatore finlandese
- 1985 - Niklas Moisander, ex calciatore finlandese
- 1985 - Rocío Márquez, cantante spagnola
- 1985 - Daniel Pedrosa, pilota motociclistico spagnolo
- 1985 - Federico Pugi, ex cestista italiano
- 1985 - Marisha Wallace, attrice teatrale e cantante statunitense
- 1985 - DaShaun Wood, ex cestista statunitense
- 1986 - Lo Bosworth, personaggio televisivo statunitense
- 1986 - Delara Darabi, iraniana († 2009)
- 1986 - José Antonio García Rabasco, ex calciatore spagnolo
- 1986 - Ilaria Garzaro, pallavolista italiana
- 1986 - Daniela Georgieva, ex cestista bulgara
- 1986 - Aleksandr Gripič, astista russo
- 1986 - Stefan Hula, saltatore con gli sci polacco
- 1986 - Ayuko Itō, pattinatrice di short track giapponese
- 1986 - Jerome Jordan, cestista giamaicano
- 1986 - Christopher Leoni, attore, modello e personaggio televisivo brasiliano
- 1986 - Inika McPherson, altista statunitense
- 1986 - Lebohang Mokoena, ex calciatore sudafricano
- 1986 - Larisa Popa, modella rumena
- 1986 - Arash Sadeghi, attivista iraniano
- 1986 - Michael Schär, ex ciclista su strada svizzero
- 1986 - Grega Žemlja, allenatore di tennis e ex tennista sloveno
- 1987 - Daniel Abalo, ex calciatore spagnolo
- 1987 - Vadim Afonin, ex calciatore uzbeko
- 1987 - Luca Barla, ex ciclista su strada italiano
- 1987 - Milan Carter, attore statunitense
- 1987 - Anaïs Demoustier, attrice francese
- 1987 - Josh Farro, chitarrista e cantautore statunitense
- 1987 - Gryffin, disc jockey e produttore discografico statunitense
- 1987 - Darington Hobson, cestista statunitense
- 1987 - Jessica Houara, ex calciatrice francese
- 1987 - Miloš Krkotić, calciatore montenegrino
- 1987 - Bogdan Mitrea, ex calciatore rumeno
- 1987 - Alan Mineiro, calciatore brasiliano
- 1988 - Jeff Attinella, ex calciatore statunitense
- 1988 - Ondřej Berndt, ex sciatore alpino ceco
- 1988 - Laurens De Vreese, ciclista su strada belga
- 1988 - Samuel Di Carmine, calciatore italiano
- 1988 - Kevin Durant, cestista statunitense
- 1988 - Nadija Kodola, pallavolista ucraina
- 1988 - Matthias Krizek, ex ciclista su strada austriaco
- 1988 - Marshall Newhouse, giocatore di football americano statunitense
- 1988 - Dietmar Nöckler, fondista italiano
- 1988 - Justin Nozuka, cantautore statunitense
- 1988 - Andrea Rispoli, calciatore italiano
- 1988 - Sergej Slemzin, allenatore di calcio a 5 e ex giocatore di calcio a 5 russo
- 1988 - Hossein Tayebi, giocatore di calcio a 5 iraniano
- 1988 - Tyler Thornburg, giocatore di baseball statunitense
- 1988 - Alexander Volkanovski, artista marziale misto australiano
- 1988 - Maurício de Souza, pallavolista brasiliano
- 1989 - Sami Al Husaini, calciatore bahreinita
- 1989 - Federico Ambrosio, hockeista su pista argentino
- 1989 - Josimar Atoche, calciatore peruviano
- 1989 - Khim Borey, allenatore di calcio e ex calciatore cambogiano
- 1989 - Adore Delano, cantante, attrice e personaggio televisivo statunitense
- 1989 - Lars Fuhre, calciatore norvegese
- 1989 - Michael Heaver, politico britannico
- 1989 - Huo Liang, tuffatore cinese
- 1989 - Jevhen Konopljanka, ex calciatore ucraino
- 1989 - Tanel Laanmäe, giavellottista estone
- 1989 - Maciej Makuszewski, calciatore polacco
- 1989 - Valentino Manfredonia, pugile italiano
- 1989 - Aaron Martin, ex calciatore inglese
- 1989 - Maksim Medvedev, ex calciatore azero
- 1989 - Laura Peel, sciatrice freestyle australiana
- 1989 - Andrea Poli, calciatore italiano
- 1989 - Yoann Rapinier, triplista francese
- 1989 - Christian Rasp, bobbista e ex velocista tedesco
- 1989 - Alex Sambucci, giocatore di baseball italiano
- 1989 - Tereza Voříšková, attrice ceca
- 1989 - Bruninho, ex calciatore brasiliano
- 1989 - Ivan Ćurjurić, calciatore croato
- 1990 - Doug Brochu, attore statunitense
- 1990 - Wilson Carmo, calciatore portoghese
- 1990 - Chay, calciatore brasiliano
- 1990 - Gheorghe Grozav, calciatore rumeno
- 1990 - Sara Björk Gunnarsdóttir, calciatrice islandese
- 1990 - Paula Malia, attrice spagnola
- 1990 - Tommy Mason-Griffin, ex cestista statunitense
- 1990 - Jordan Schroeder, hockeista su ghiaccio statunitense
- 1990 - Jamar Taylor, giocatore di football americano statunitense
- 1990 - Ondřej Tunka, canoista ceco
- 1990 - Davaadorjiin Tömörkhüleg, judoka mongolo
- 1991 - Luka Babić, ex cestista croato
- 1991 - Rüfət Dadaşov, calciatore azero
- 1991 - Karol Danielak, calciatore polacco
- 1991 - Souleymane Doukara, calciatore mauritano
- 1991 - Hamza Jelassi, calciatore tunisino
- 1991 - Martin Jensen, disc jockey e produttore discografico danese
- 1991 - Shae Kelley, cestista statunitense
- 1991 - Enzo Lefort, schermidore francese
- 1991 - Adem Ljajić, calciatore serbo
- 1991 - Jordan Marié, calciatore francese
- 1991 - Judilson Mamadu Tuncara Gomes, ex calciatore portoghese
- 1991 - Mirco Presti, ex hockeista su ghiaccio e hockeista in-line italiano
- 1991 - Evgenij Vojtjuk, cestista russo
- 1991 - Natalie Vertiz, modella peruviana
- 1991 - Zico Waeytens, ex ciclista su strada belga
- 1991 - Bianca Walkden, taekwondoka britannica
- 1991 - Hyuri, calciatore brasiliano
- 1992 - Sultan Al Enezi, calciatore kuwaitiano
- 1992 - Anthony Cáceres, calciatore australiano
- 1992 - Arthur Edwards, ex cestista statunitense
- 1992 - Cardale Jones, giocatore di football americano statunitense
- 1992 - Johann Lengoualama, calciatore gabonese
- 1992 - Leonie Maier, ex calciatrice tedesca
- 1992 - Aḩtam Nazarov, calciatore tagiko
- 1992 - Dadi Nicolas, giocatore di football americano haitiano
- 1992 - Luís Manuel Costa Silva, calciatore portoghese
- 1992 - Hendrik Somaeb, calciatore namibiano
- 1992 - Leonel Strumia, calciatore argentino
- 1992 - Marcello Trotta, calciatore italiano
- 1992 - Sayaka Tsutsui, pallavolista giapponese
- 1992 - Bert Van Lerberghe, ciclista su strada belga
- 1992 - Viktor Zarjažko, cestista russo
- 1993 - Omar Kamal, calciatore egiziano
- 1993 - Marisol Bizcocho, cantante spagnola
- 1993 - Sanne Dekker, bobbista olandese
- 1993 - Kudakwashe Mahachi, calciatore zimbabwese
- 1993 - Jah Khalib, rapper kazako
- 1993 - Lucrezia Marricchi, doppiatrice, direttrice del doppiaggio e dialoghista italiana
- 1993 - Mehrdad Mohammadi, calciatore iraniano
- 1993 - Milad Mohammadi, calciatore iraniano
- 1993 - Bernhard Niederberger, ex sciatore alpino svizzero
- 1993 - Anthony Pérez, cestista venezuelano
- 1993 - Carlos Salcedo, calciatore messicano
- 1993 - Maren Skjøld, ex sciatrice alpina norvegese
- 1993 - Oleh Vernjajev, ginnasta ucraino
- 1993 - Princ od Vranje, cantante e attore teatrale serbo
- 1994 - Laura Barberis, calciatrice italiana
- 1994 - Giacomo Colavito, attore italiano
- 1994 - Britteny Cox, ex sciatrice freestyle australiana
- 1994 - Halsey, cantautrice e attrice statunitense
- 1994 - Nicholas Galitzine, attore britannico
- 1994 - Valentin Gnahoua, giocatore di football americano francese
- 1994 - Kenji Gorré, calciatore olandese
- 1994 - Marco Ilsø, attore danese
- 1994 - Jaelin Kauf, sciatrice freestyle statunitense
- 1994 - Kevin Ray Mendoza, calciatore filippino
- 1994 - Joseph Mensah, calciatore ghanese
- 1994 - Steve Mounié, calciatore beninese
- 1994 - Katarzyna Niewiadoma, ciclista su strada polacca
- 1994 - Giuseppe Mattia Parisi, pentatleta italiano
- 1994 - Andy Polo, calciatore peruviano
- 1994 - Dominic Samuel, calciatore canadese
- 1994 - Aleksa Vidić, calciatore serbo
- 1994 - Afiq Fazail, calciatore malaysiano
- 1995 - Joseph Aidoo, calciatore ghanese
- 1995 - Julieta Ale, cestista argentina
- 1995 - Mozzik, rapper kosovaro
- 1995 - Iliass Aouani, mezzofondista e maratoneta italiano
- 1995 - Julien Baker, cantante e chitarrista statunitense
- 1995 - Facundo Bonifazi, calciatore uruguaiano
- 1995 - Anatolij Budjak, ciclista su strada ucraino
- 1995 - Markell Castle, giocatore di football americano statunitense
- 1995 - Dávid Forgács, calciatore ungherese
- 1995 - Pablo Jáquez, calciatore messicano
- 1995 - Yolane Kukla, nuotatrice australiana
- 1995 - Sasha Lane, attrice statunitense
- 1995 - Jordan Leborgne, calciatore francese
- 1995 - Mathias Lessort, cestista francese
- 1995 - Alice Matteucci, tennista italiana
- 1995 - Szymon Nehring, pianista polacco
- 1995 - Ryan Owens, pistard britannico
- 1995 - Oula Abass Traoré, calciatore burkinabé
- 1995 - Ayaka Yamashita, calciatrice giapponese
- 1996 - Victorien Angban, calciatore ivoriano
- 1996 - Vlada Char'kova, schermitrice ucraina
- 1996 - Richard Fernández, calciatore uruguaiano
- 1996 - Đỗ Duy Mạnh, calciatore vietnamita
- 1996 - Quah Zheng Wen, nuotatore singaporiano
- 1996 - Jacqueline Simoneau, nuotatrice artistica canadese
- 1996 - Ywen Smock, cestista francese
- 1996 - Nikita Tankov, calciatore russo
- 1996 - Lotta Udnes Weng, fondista norvegese
- 1996 - Tiril Udnes Weng, fondista norvegese
- 1997 - Hamad Al-Shamsan, calciatore bahreinita
- 1997 - Sam Alphand, sciatore alpino francese
- 1997 - Emmanuel Banda, calciatore zambiano
- 1997 - Gaia, cantautrice italiana
- 1997 - Awet Habte, mezzofondista e maratoneta eritreo
- 1997 - Filip Kovljenic, giocatore di football americano svizzero
- 1997 - Sakura Noshitani, ginnasta giapponese
- 1997 - Miriam Picchi, calciatrice italiana
- 1997 - Tifany Roux, ex sciatrice alpina francese
- 1997 - Brandon Stephens, giocatore di football americano statunitense
- 1998 - Franco Baldassarra, calciatore argentino
- 1998 - Antenayehu Dagnachew, mezzofondista e maratoneta etiope
- 1998 - Ivan Delić, calciatore croato
- 1998 - Okan Erdoğan, calciatore tedesco
- 1998 - Abdallah Gning, calciatore senegalese
- 1998 - Patrick Jones II, giocatore di football americano statunitense
- 1998 - Dzsúdló, rapper ungherese
- 1998 - Zakia Khudadadi, taekwondoka afghana
- 1998 - Nicholas Kipkorir, mezzofondista keniota
- 1998 - Vera Lapko, ex tennista bielorussa
- 1998 - Jordan Lotomba, calciatore svizzero
- 1998 - Petar Mićin, calciatore serbo
- 1998 - Mihai Neicuțescu, calciatore rumeno
- 1998 - Álvaro Sanz Barrio, cestista spagnolo
- 1998 - David Schnegg, calciatore austriaco
- 1998 - Bradly Sinden, taekwondoka britannico
- 1998 - Manuel Traninger, sciatore alpino austriaco
- 1998 - Makar Yurchenko, pilota motociclistico kazako
- 1998 - Yahya Zayd, calciatore tanzaniano
- 1999 - Choi Ye-na, cantante e attrice sudcoreana
- 1999 - Luka Kulenović, calciatore bosniaco
- 1999 - Sunil Kumar, lottatore indiano
- 1999 - Dario Maresic, calciatore austriaco
- 1999 - Rita Payés, cantautrice, trombonista e musicista spagnola
- 1999 - Zholaman Sharshenbekov, lottatore kirghiso
- 1999 - Milen Stoev, calciatore bulgaro
- 2000 - Iver Tildheim Andersen, fondista norvegese
- 2000 - Amy Baserga, biatleta svizzera
- 2000 - Samuel Brolin, calciatore svedese
- 2000 - Kevin Castaño, calciatore colombiano
- 2000 - Lewis Cine, giocatore di football americano haitiano
- 2000 - Ethan Cormont, astista francese
- 2000 - Santiago Eneme Bocari, calciatore equatoguineano
- 2000 - Zoe Fleck, pallavolista statunitense
- 2000 - Daxton Hill, giocatore di football americano statunitense
- 2000 - Kevin Höög Jansson, calciatore svedese
- 2000 - Roko Jureškin, calciatore croato
- 2000 - Sof'ja Lansere, tennista russa
- 2000 - Giorgi Mamardashvili, calciatore georgiano
- 2000 - Agustín Manzur, calciatore argentino
- 2000 - Jaden McDaniels, cestista statunitense
- 2000 - Gabriel Menino, calciatore brasiliano
- 2000 - Nick Ongenda, cestista canadese
- 2000 - Owen Pappoe, giocatore di football americano samoano americano
- 2000 - Il'ja Sadygov, calciatore russo

## XXI secolo(22)
- 2001 - Lauren James, calciatrice britannica
- 2001 - Nabil Makni, calciatore francese
- 2001 - Jeva Meleščuk, ginnasta ucraina
- 2001 - Lucas Monzón, calciatore brasiliano
- 2001 - Mohammed Rabii, calciatore marocchino
- 2001 - Sidnei Tavares, calciatore portoghese
- 2002 - Finn Anderson, canoista neozelandese
- 2002 - Sōma Anzai, calciatore giapponese
- 2002 - Viktor Blizničenko, calciatore ucraino
- 2002 - Dragoș Iancu, calciatore rumeno
- 2002 - Kamren Kinchens, giocatore di football americano statunitense
- 2002 - Dylan Marcellini, sciatore freestyle statunitense
- 2003 - VC Barre, rapper svedese
- 2003 - Fabricio Corbalán, calciatore argentino
- 2003 - Alberto Costa, calciatore portoghese
- 2003 - David Tchétchao, calciatore beninese
- 2004 - Amin Boudri, calciatore svedese
- 2004 - Abdoulie Manneh, calciatore gambiano
- 2004 - Javier Ruiz, calciatore argentino
- 2004 - Mario Stroeykens, calciatore belga
- 2004 - Kay de Wolf, pilota motociclistico olandese
- 2009 - Beren Gökyıldız, attrice turca